# 朱新墥
永和庄定王朱新墥（16世纪—1572年），明朝永和安简王朱知燠嫡长子。
嘉靖二十八年（1549年）四月，朱知燠薨。嘉靖三十一年（1552年）十二月，明世宗命保定侯梁继璠等为正使，翰林院编修明正蒙等为副使，持节册封朱新墥为永和王，夫人王氏为永和王妃。
嘉靖三十九年（1560年）二月，因为抚按官说山西汾州庆成、永和二王府宗室各自散居村落，不便关防，世宗徙二王府宗室于关内，命有司赶紧发禄米以供营造府第。嘉靖四十五年（1566年）七月，朱新墥献白鹿，世宗遣成国公朱希忠祭谢咸福宫、驸马都尉谢诏告太庙，百官上表称贺。
隆庆三年（1569年）八月，山西抚按官靳学颜等请求如礼部议，命晋、瀋二王府及庆成、永和、安宁、隰川、阳曲、西河、交城、灵丘、山阴、襄垣、怀仁等王府各自建立宗学，请儒者为师傅教督宗室子弟，明穆宗准奏。萬曆十二年（1584年），永和宗學在汾州城西南淨土寺設立。
隆庆六年（1572年）薨，谥庄定。长子夭折。
万历二年（1574年）九月，明神宗准许永和郡王仍旧袭封。朱新墥庶次子朱慎镭只有三岁，不适合袭封。十一月，因庄定王遗孀王妃请求，朱慎镭被封为长子暂管府事。万历五年（1577年）四月，朱慎镭袭封。万历六年（1578年）九月，封朱慎镭生母张氏为庄定王次妃，仍照例不给诰命冠服、身后祭葬。